# リヒテンフェルス郡
リヒテンフェルス郡 (ドイツ語: Landkreis Lichtenfels) は、ドイツ バイエルン州のオーバーフランケン行政管区西部に位置し、近隣の郡には西および北はコーブルク郡、北はクローナハ郡、東はクルムバッハ郡、南東はバイロイト郡、南にはバンベルク郡がある。

## 地理
この郡は、郡域を東から西に貫いて流れるマイン川およびその渓谷に形成されている。重要な都市に、ブルククンシュタット、バート・シュタッフェルシュタイン、および郡庁所在都市のリヒテンフェルスがある。郡域を流れるマイン川の支流では、北から流れ込みホーホシュタット・アム・マインとリヒテンフェルスの間でマイン川に注ぐローダッハ川が最大である。マイン川の南側は、フレンキシェ・アルプの支脈の山が連なり、シュタッフェルシュタイン近くのシュタッフェルベルクもその一つである。マイン川の北側は、イッツ＝バウナッハ丘陵地の支脈となっている。

## 歴史
現在のこの郡の地域は、1800年頃までバンベルク司教本部に属していた。1802年にバイエルン王国の配下となった。1804年にリヒテンフェルスとヴァイスマインに地方裁判所 (Landgericht)が設けられた。これは初めマイン郡(Kreis)に属し、1817年からはオーバーマイン郡、1838年からはオーバーフランケン郡に属した。1862年、両裁判所に分かれていたシュタッフェルシュタイン地域の26の集落がリヒテンフェルス管区事務所(Bezirkamt)に一体化された。この新しく設けられた自治体は、独自の地方裁判所すなわちシュタッフェルシュタイン管区事務所を設立した。1812年にはゼースラハ地方裁判所やシェスリッツ地方裁判所も設けられている。1938年、管区事務所は郡庁(Landratamt)に、管区(Bezirk)は郡(Landkreis)に改称された。
1972年のバイエルン州の自治体再編で、それまでのリヒテンフェルス郡（クローナハ郡のキュプスに編入されたブルカースドルフを除く）と、シュタッフェルシュタイン郡の大部分から、現在のリヒテンフェルス郡が形成された。シュタッフェルシュタイン郡に属していた他の自治体は、バンベルク郡とコーブルク郡に組み込まれた。

## 行政

### 郡長
郡長のクリスティアン・マイスナーは、2011年12月15日からこの職にある。

### 郡議会
2014年3月16日の選挙結果に基づく政党別議席配分は以下のとおりである
|      | CSU | SPD | Freie Wähler | GRÜNE | Junge Bürger | Soziale Bürger | AfD | 合計 |
| ---- | --- | --- | ------------ | ----- | ------------ | -------------- | --- | ---- |
| 2020 | 19  | 8   | 7            | 6     | 5            | 2              | 3   | 50   |

## 経済と社会基盤

### 産業
リヒテンフェルス郡はドイツの籐製家具の中心であり、コーブルク郡と共に布張り・革張り家具の中心地である。また、多くの労働者が車やオートバイといったモーター産業の下請け産業に従事している。

### 交通
この郡の郡庁所在地であるリヒテンフェルスには、鉄道の分岐点となっており、ICやICEの駅がある。1846年にはすでに、ルートヴィヒ南北鉄道のホーフ - バンベルク線の一部としてリヒテンフェルス - シュタッフェルシュタイン間の運行が始まっている。
ヴェラ鉄道会社と共同でバイエルン国立鉄道は、1859年にリヒテンフェルスからコーブルクへの路線を設営した。
ホーホシュタット＝シュトックハイマー鉄道は、1861年に隣接するホーホシュタット＝マルクトツォイルン駅からクローナハ方面へ接続する路線を造り、今日の幹線路線となっている。
この郡内の鉄道の総延長は、51kmである。

## 市町村
| 市 - バート・シュタッフェルシュタイン (Bad Staffelstein 10,651) - ブルククンシュタット (Burgkunstadt 6,459) - リヒテンフェルス (Lichtenfels 20,403) - ヴァイスマイン (Weismain 4,803) 市場町 - エーベンスフェルト (Ebensfeld 5,613) - マルクトグライツ (Marktgraitz 1,184) - マルクトツォイルン (Marktzeuln 1,631) 町村 - アルテンクンシュタット (Altenkunstadt 5,602) - ホーホシュタット・アム・マイン (Hochstadt a.Main 1,625) - ミヒェラウ・イン・オーバーフランケン (Michelau i.OFr. 6,168) - レドヴィッツ・アン・デア・ローダッハ (Redwitz a.d.Rodach 3,416) 市町村に属さない地域 (7.49 km²) - ブライテンギュースバッハの森 (Breitengüßbacher Forst, 2.40 km²) - マイネックの森 (Mainecker Forst, 2000年1月1日に廃止) - ノイエンゾルクの森 (Neuensorger Forst, 5.09 km²) | 行政共同体 - ホーホシュタット＝マルクトツォイルン行政共同体（本部はマルクトツォイルンに置かれている） - ホーホシュタット・アム・マイン、およびマルクトツォイルン（市場町） - レドヴィッツ・アン・デア・ローダッハ行政共同体 - マルクトグライツ（市場町）、およびレドヴィッツ・アン・デア・ローダッハ |

(面積は2001年12月31日現在、市町村の単位のない数字は2023年12月31日現在の人口）

## 言語
この郡ではオーバーフランケン方言が話されている。郡域の南部はバンベルク訛りであり、オーバーフランケン訛りとバンベルク訛りの言語上の境界となっている。

## 引用
1. ↑  https://www.statistikdaten.bayern.de/genesis/online?operation=result&code=12411-003r&leerzeilen=false&language=de Genesis-Online-Datenbank des Bayerischen Landesamtes für Statistik Tabelle 12411-003r Fortschreibung des Bevölkerungsstandes: Gemeinden, Stichtag (Einwohnerzahlen auf Grundlage des Zensus 2011)
2. ↑  “Landkreis Lichtenfels - Kreistagswahl 15. März 2020 - Amtliches Endergebnis” (2020年4月2日). 2021年3月13日閲覧。
3. ↑  https://www.statistikdaten.bayern.de/genesis/online?operation=result&code=12411-003r&leerzeilen=false&language=de Genesis-Online-Datenbank des Bayerischen Landesamtes für Statistik Tabelle 12411-003r Fortschreibung des Bevölkerungsstandes: Gemeinden, Stichtag (Einwohnerzahlen auf Grundlage des Zensus 2011)